# 東万代町
東万代町（ひがしばんだいちょう）は、新潟県新潟市中央区の町字。現行行政地名は東万代町。住居表示実施済み区域。郵便番号は950-0082。

## 概要
1968年（昭和43年）から現在の町名。信濃川河口部右岸に位置する。
もとは新潟市明石通1丁目から2丁目、万代町、流作場の各一部で、町名は俗称名による。

### 隣接する町字
北から東回り順に、以下の町字と隣接する。
- 天明町
- 蒲原町
- 明石
- 東大通
- 万代

## 世帯数と人口
2018年（平成30年）1月31日現在の世帯数と人口は以下の通りである。
| 丁目 | 世帯数  | 人口  |
| ---- | ------- | ----- |
| ---  | 247世帯 | 447人 |
| 計   | 247世帯 | 447人 |

## 地域
主な企業・施設
- ユアテック新潟支社
- 万代公園
- 新潟市万代市民会館
- 新潟市立万代長嶺小学校
- アニメイト新潟店

## 歴史

### 年表
- 1968年（昭和43年） : 流作場から分立。
- 2007年（平成19年）4月1日 : 新潟市の政令指定都市移行により、中央区の町丁となる。

## 小・中学校の学区
市立小・中学校に通う場合、学区は以下の通りとなる。
| 丁目 | 番地 | 小学校                 | 中学校             |
| ---- | ---- | ---------------------- | ------------------ |
| ---  | 全域 | 新潟市立万代長嶺小学校 | 新潟市立宮浦中学校 |